# تعداء

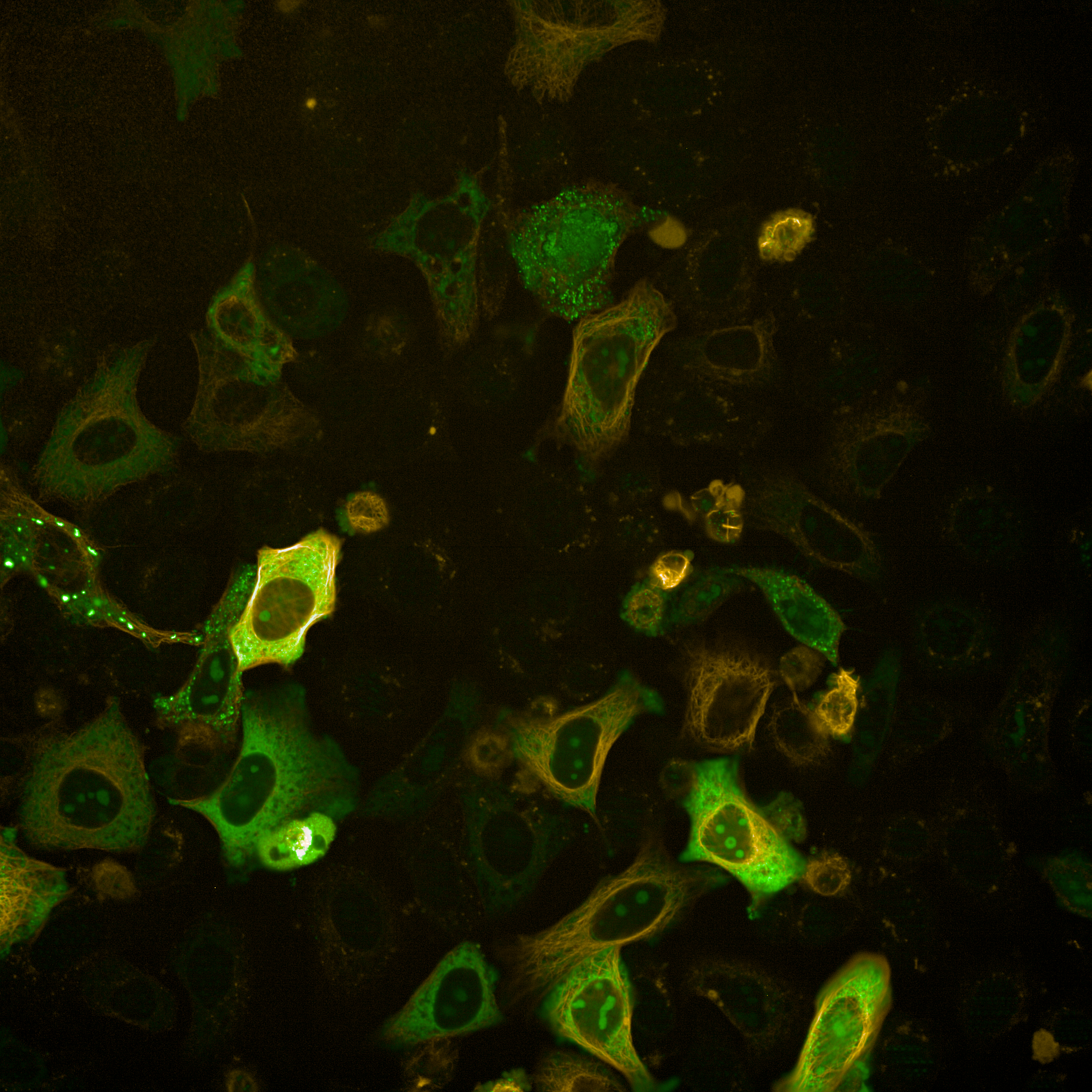
الخلية هيلا (HeLa) التي تم تحويلها وراثيًا بإدخال جزء من الحمض النووي (DNA) الذي يشفّر للبروتين الفلوري الأخضر (GFP)

تعداء  أو نقل العدوى صناعياً  (بالإنجليزية: Transfection)‏ ويقصد بها عملية ادخال مواد أجنبية (دنا أو رنا أو بروتينات) للخلية عن طريق إحداث ثغرات في الغشاء البلازمي للخلية.